# Lespinhan
Lespinhan (en francès Lespignan) és un municipi occità del Llenguadoc, situat al tercer cantó del districte (arrondissement) de Besiers, al departament de l'Erau, corresponent a la regió d'Occitània.

## Geografia
Lespinhan està situat aproximadament a 10 km de Besiers, lleuguerament al sud-oest, i a 10 km de la costa mediterrània. Limita al nord amb els municipis de Besiers i Columbiers,a l'est amb Vendres, a l'oest amb Nissa d'Ausseruna (Cantó de Capestang) i amb el Mediterrani al sud-est.

## Història
Etimològicament, el nom de Lespinhan es pot deure, segons una primera teoria, a l'abundant presència d'arços i esbarzers(en occità espigno)en la zona. Als arxius municipals apareixen les diferents denominacions que ha tingut el poble a través del temps: Espigna, Espignan, Lespinhan. Una segona teoría afirma que el nom prové de la vil·la d'un propietari romà anomenat Espignus, de la qual encara hui dia es poden veure les restes a Vivios.
Durant l'Edat Mitjana, Lespinhan fou incorporat al feu de Pérignan, lligat al duc de Fléury. D'aquesta època data el castell que domina la vil·la(S.XIV), així com les esglésies consagrades a Saint Piere aux Liens, una, més antiga del S.XI i una altra del S,XIV, que és una rèplica de la Catedral de Besiers. De l'època del Renaixement trobem algunes finestres de diversos habitatges.
A finals del S.XIX i principis del S.XX prengué un gran impuls la viticultura característica de la regió del Llenguadoc-Rosselló, i en Lespinhan es notà amb l'aparició de grans cases de viticultors amb les dependències necessàries per a tots els processos del raïm.

## Agermanaments
- Chastre, Bèlgica